# Пейнтсвілл (Кентуккі)
Пейнтсвілл (англ. Paintsville) — місто (англ. city) в США, в окрузі Джонсон штату Кентуккі. Населення — 4312 особи (2020).

## Географія
Пейнтсвілл розташований за координатами 37°48′43″ пн. ш. 82°48′15″ зх. д. / 37.81194° пн. ш. 82.80417° зх. д. (37.812048, -82.804200).  За даними Бюро перепису населення США в 2010 році місто мало площу 7,14 км², з яких 6,90 км² — суходіл та 0,24 км² — водойми. В 2017 році площа становила 17,39 км², з яких 17,04 км² — суходіл та 0,35 км² — водойми.

### Клімат
| Клімат : Пейнтсвілл           | Клімат : Пейнтсвілл | Клімат : Пейнтсвілл | Клімат : Пейнтсвілл | Клімат : Пейнтсвілл | Клімат : Пейнтсвілл | Клімат : Пейнтсвілл | Клімат : Пейнтсвілл | Клімат : Пейнтсвілл | Клімат : Пейнтсвілл | Клімат : Пейнтсвілл | Клімат : Пейнтсвілл | Клімат : Пейнтсвілл | Клімат : Пейнтсвілл |
| Показник                      | Січ.                | Лют.                | Бер.                | Квіт.               | Трав.               | Черв.               | Лип.                | Серп.               | Вер.                | Жовт.               | Лист.               | Груд.               | Рік                 |
| Абсолютний максимум, °C       | 26,7                | 28,3                | 31,1                | 33,9                | 34,4                | 38,9                | 40,6                | 40,6                | 37,2                | 32,2                | 30,6                | 27,8                | 40,6                |
| Середній максимум, °C         | 6,7                 | 8,9                 | 14,4                | 20,6                | 24,4                | 28,3                | 30,0                | 30,0                | 26,1                | 20,6                | 15,0                | 7,8                 | 19,4                |
| Середній мінімум, °C          | −4,4                | −3,9                | 1,1                 | 5,6                 | 11,1                | 16,1                | 18,9                | 17,8                | 13,3                | 6,1                 | 0,6                 | −2,8                | 6,7                 |
| Абсолютний мінімум, °C        | −32,2               | −26,7               | −20                 | −6,7                | −1,7                | 2,2                 | 7,8                 | 8,3                 | 1,7                 | −6,1                | −10,6               | −23,3               | −32,2               |
| Норма опадів, мм              | 78                  | 85                  | 101                 | 89                  | 111                 | 108                 | 109                 | 87                  | 82                  | 77                  | 86                  | 89                  | 1102                |
| ----------------------------- | ------------------- | ------------------- | ------------------- | ------------------- | ------------------- | ------------------- | ------------------- | ------------------- | ------------------- | ------------------- | ------------------- | ------------------- | ------------------- |
| Джерело: The Weather Channel. |                     |                     |                     |                     |                     |                     |                     |                     |                     |                     |                     |                     |                     |

## Демографія
Згідно з переписом 2010 року, у місті мешкало 3459 осіб у 1604 домогосподарствах у складі 856 родин. Густота населення становила 484 особи/км².  Було 1844 помешкання (258/км²).
Расовий склад населення:
| - 98,2 % — білих - 0,3 % — азіатів - 0,1 % — корінних американців - 0,1 % — чорних або афроамериканців |

До двох чи більше рас належало 1,1 %. Частка іспаномовних становила 0,4 % від усіх жителів.
За віковим діапазоном населення розподілялося таким чином: 18,3 % — особи молодші 18 років, 60,7 % — особи у віці 18—64 років, 21,0 % — особи у віці 65 років та старші. Медіана віку мешканця становила 45,4 року. На 100 осіб жіночої статі у місті припадало 83,5 чоловіків;  на 100 жінок у віці від 18 років та старших — 81,0 чоловіків також старших 18 років.
Середній дохід на одне домашнє господарство  становив 49 622 долари США (медіана — 27 392), а середній дохід на одну сім'ю — 56 061 долар (медіана — 49 877). Медіана доходів становила 53 267 доларів для чоловіків та 33 846 доларів для жінок. За межею бідності перебувало 31,0 % осіб, у тому числі 34,9 % дітей у віці до 18 років та 24,7 % осіб у віці 65 років та старших.
Цивільне працевлаштоване населення становило 1121 осіб. Основні галузі зайнятості: освіта, охорона здоров'я та соціальна допомога — 31,4 %, роздрібна торгівля — 19,0 %, науковці, спеціалісти, менеджери — 13,1 %, мистецтво, розваги та відпочинок — 8,5 %.